# Diocèse d'Italie
298–535
Entités suivantes :
- Italie suburbicaire
- talie Annonaria

Régions augustéennes

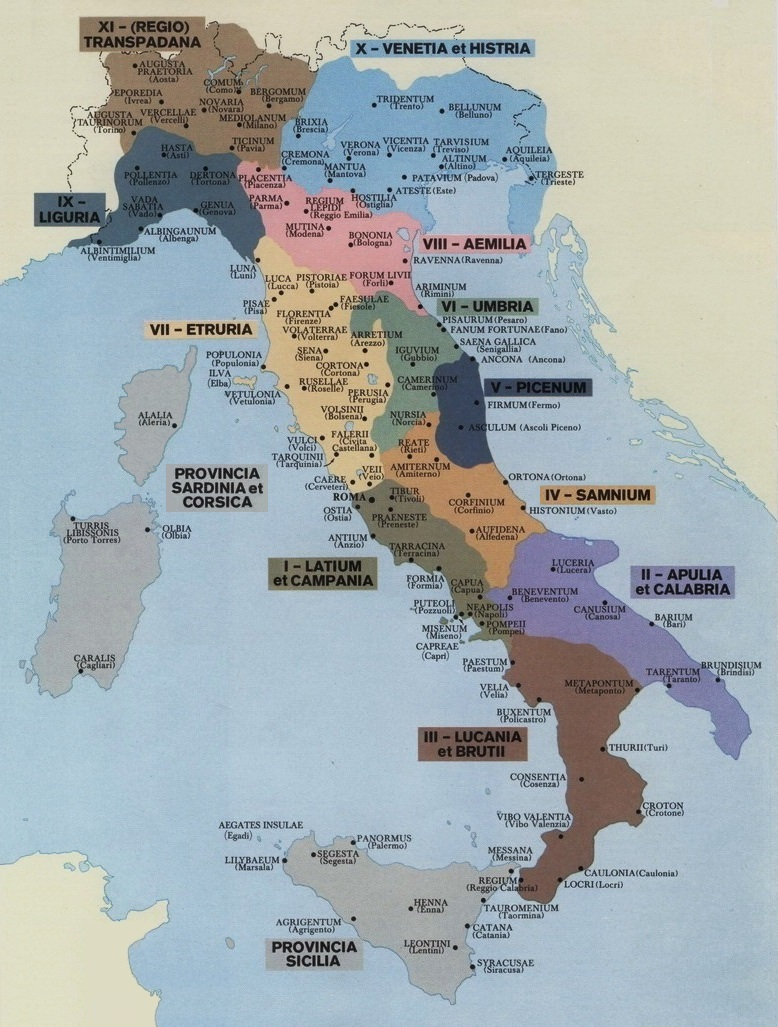
Italie augustéenne, vers -10

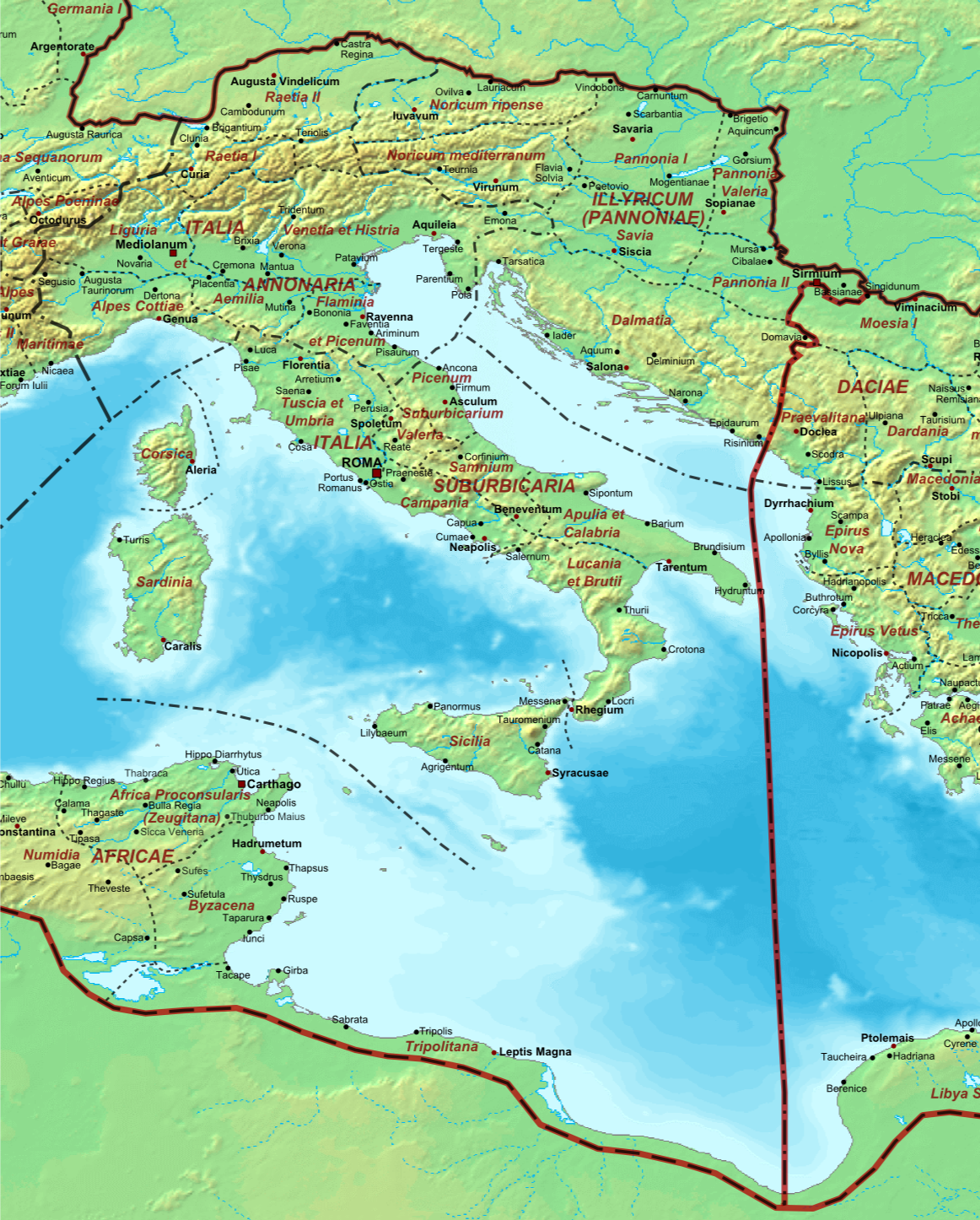
Italie vers 400

Le diocèse d’Italie (en latin :  Dioecesis Italiciana) est un diocèse de l’Empire romain, comprenant l'actuelle Italie.
Ce diocèse subordonné à la préfecture du prétoire d'Italie a été créé par Dioclétien en 298 et a été aboli lors des réformes de Justinien en 535.

## Première configuration
Le diocèse comprend les provinces suivantes augustéennes :
1. Regio I Latium et Campaniae (Côte du Latium et Campanie côtière),
2. Regio II Apulia et Calabria (Pouilles, province d'Avellino, Basilicate-Est),
3. Regio III Lucania et Bruttii (Basilicate et Calabre),
4. Regio IV Samnium (Abruzzes et Irpinia),
5. Regio V Picenum et Ombrie,
6. Regio VI Umbria (Flaminia) (L'ancien ager gallicus) et Picénum, Tuscia et Umbria (en 297),
7. Regio VII Etruria (Étrurie),
8. Regio VIII Aemilia,
9. Regio IX Liguria (Ouest Ligurie et Piémont),
10. Regio X Venetia et Histria (Veneto, Trentin, Frioul et Istrie)
11. Regio XI Transpadana (Lombardie et Piémont oriental),
12. Sicilia, Sicile et Malte,
13. Sardaigne et Corse (238-455).

Le diocèse a par la suite été divisé en deux diocèses distincts : l'Italie suburbicaire (297-476 / 395-530c, Sud), dont la capitale était Roma, et l'Italie annonaire (297-476 / 324-535, Nord), dont la capitale était Mediolanum (Milan).
L'ancienne province républicaine de Gaule cisalpine (203-41 AEC) représente une partie seulement, celtique, de l'Italie du Nord.
Elle est scindée en Regio XI Transpadana (Turin) et Gallia Cispadana (Regio VIII Aemilia, Milan).
Sont donc en dehors (de la Gaule cisapline) les régions de Regio IX Liguria et Regio X Venetia et Histria.
Constantin Ier dirige l'Empire romain de 320 à 347.
Théodose Ier est le dernier empereur à diriger l'Empire romain unifié de 379 à 395.
Divers aménagements ont lieu, sur plusieurs siècles, ce dont témoignent les divers Notitia dignitatum (registres des dignitaires).

## Italie sububicaire

### Sous Constantin
1. Tuscie et Ombrie
2. Campanie
3. Pouilles et Calabre
4. Lucanie et Bruttium
5. Sicile
6. Sardaigne
7. Corse.

### Sous Théodose
1. Tuscia et Umbria (297-476/570) : Tuscia et Umbria (it) (Volsinii, Bolsena), Tuscie et Ombrie, union de Regio VI Umbria et Regio VII Etruria
2. Picenum suburbicarium (350c-476) : Picenum suburbicarium (it) (Asculum, Ascoli Piceno), Picénum (Marches-Sud)
3. Valeria (350c-476) : Valeria Suburbicaria (es) (Reate, Rieti, Latium)
4. Campania (294-476) : Campanie (province romaine) (es) : Campanie
5. Samnium (357-476) : Samnium (province romaine) (es) (Beneventum, Bénévent), Samnium (Abruzzes, Molise, Sannio et Cassino)
6. Apulia et Calabria (297-476) : Apulie et Calabre (province romaine) (es) (Canusium, Canosa di Puglia), Pouilles et Calabres (Pouilles, Salento et Irpinia)
7. Lucania et Bruttium (297-476) : Lucania et Bruttium (province romaine) (es) (Rhegium, Reggio de Calabre) : Lucanie et Bruttii (Cilento, Basilicate et Calabre))
8. Sicilia (de -241 à 440/476) : Sicile (province romaine) (Syracusae, Syracuse)
9. Sardinia : Corse-Sardaigne (de -238 à +455), Sardaigne, capitale Caralis/Karales (Cagliari)
10. Corsica : Corse-Sardaigne (de -238 à +455), Corse

## Italie annonaire

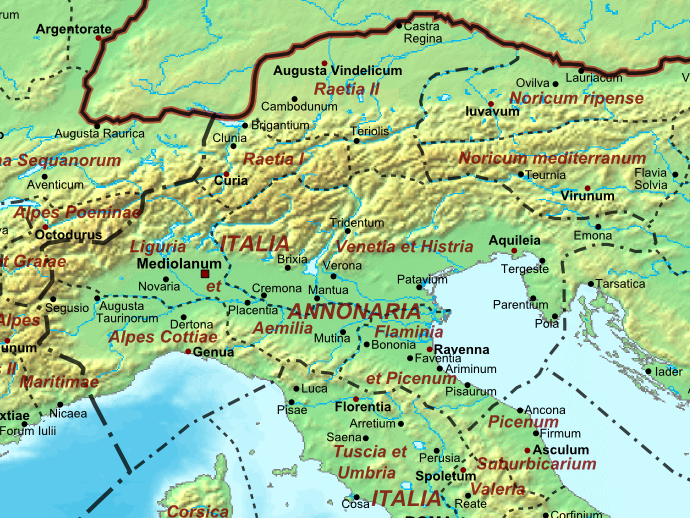
Annonaire vers 400

### Sous Constantin
1. Venetia et Histria (297-476), gouvernée par un correcteur : suite de Regio X Venetia et Histria (de -7 à 292) (Vénétie, Istrie),
2. Aemilia et Liguria, gouvernée par un correcteur : Émilie et Ligurie (province romaine) (it), union de Regio VIII Aemilia et Regio XI Transpadana, capitale Mediolanum (Milan),
3. Flaminia et Picenum, gouvernée par un correcteur : Flaminie (Romagne (Italie)) et Picénum, capitale Ravenna (Ravenne),
4. Raetia (15-476, Raetia, Vindelicia et Vallis Poenina, Grisons-Vorarlberg-), gouvernée par un praeses puis un praefectus Raetis, Vindelicis et Vallis Poeninae: Rhétie (Rhétie-Vindélicie), Rhétie (Cambodunum (Kempten (Allgäu, Souabe), puis Augusta Vindelicorum (Augsbourg, Souabe, Bavière, Allemagne) ; autres villes : Castra Regina (de) (Ratisbonne, Bavière), Curia Raetorum (Welschdörfli, près de Coire, Grisons), Foetes, Clunia (Altenstadt, Vorarlberg), Abodiacum (de) (Denklingen, Bavière), Guntia (Guntzbourg, Bavière),
5. Alpes Cottiae (de -14 à 476), gouvernées par un praeses : Alpes Cottiae, Alpes cottiennes (Segusio (Suse, Piémont, Italie) ; autres villes : Eburodunum (Embrun, Hautes-Alpes), Brigantium (Briançon), Ad Fines (Malano), Ocelum (Celle), Ad Duodecimum (Saint-Didier), Venausio (Venaus), Scingomagus / Excingomagus (Exilles), Caesao / Goesao (Cesana Torinese), Martes Ultor (Oulx), Mons Matronae (Mont Genèvre).

### Sous Théodose
1. Vénétie et Histria (Aquilée), gouvernée par un consul,
2. Liguria (Milan) gouvernée par un consul,
3. Aemilia (Plaisance), gouvernée par un consul,
4. Flaminia et Picenum datenarium (Ravenne), gouvernée par un consul,
5. Raetia Prima, Raetia prima (de) (Souabe/Bavière, capitale Augusta Vindelicorum (Augsbourg), gouvernée par un praeses,
6. Raetia Secunda, Raetia Curiensis (de) (Suisse orientale, capitale Curia Raetorum (Theodoricopolis, Coire/Chur), gouvernée par un praeses,
7. Alpes Cottiae (Gênes), gouvernées par un praeses.